# SN 2006ht
SN 2006ht – supernowa typu Ia odkryta 20 września 2006 roku w galaktyce A211247+0054. W momencie odkrycia miała maksymalną jasność 23,00m.